# Флореску, Эдуард
Эдуард Мариан Флореску (рум. Eduard Marian Florescu; род. 27 июня 1997, Питешти) — румынский футболист, полузащитник казахстанского клуба «Елимай».

## Карьера
Футбольную карьеру начинал в составе клуба «Миовени». 24 мая 2014 года в матче против клуба «Олимпия Сату Маре» дебютировал во второй лиге Румынии.
1 июля 2018 года перешёл в румынский клуб «Вииторул» Констанца.
22 августа 2018 года стал игроком румынского клуба «Ботошани». 2 сентября 2018 года в матче против клуба «Стяуа» дебютировал в чемпионате Румынии.
5 сентября 2022 года подписал контракт с клубом «Университатя» Крайова.

## Статистика
| Игровая карьера | Игровая карьера        | Игровая карьера | Лига | Лига | Кубок | Кубок | Межд. | Межд. |
| --------------- | ---------------------- | --------------- | ---- | ---- | ----- | ----- | ----- | ----- |
| 2022/23         | Ботошани               | А               | 5    | 2    | —     | —     | —     | —     |
| 2022/23         | Университатя (Крайова) | А               | 1    | 0    | 2     | 0     | —     | —     |
| 2022/23         | Ботошани               | А               | 15   | 1    | —     | —     | —     | —     |
| 2023/24         | Ботошани               | А               | 38   | 11   | 2     | 0     | —     | —     |
| 2024/25         | Ботошани               | А               | 20   | 1    | 2     | 0     | —     | —     |
| 2025            | Елимай                 | А               | —    | —    | —     | —     | —     | —     |